# Масакр у Ахатовићима
Масакр у Ахатовићима је било масовно убиство 47 заробљених бошњачких војника из мјеста Ахатовићи, у општини Нови Град, Сарајево, од стране Војске Републике Српске током рата у Босни и Херцеговини.

## Масакр
Од 29. маја 1992. до 2. јуна 1992. године, село Ахатовићи су гранатирале јединице босанских Срба из касарни Југословенске народне армије (ЈНА) у селима Рајловац и Бутиле. Када је гранатирање престало 2. јуна 1992. године, сељани су коначно могли да напусте своја склоништа и открили да су им куће спаљене до темеља. Око 120 слабо наоружаних мушкараца из Ахатовића покушало је да се одбрани колико год је то било могуће, али нису могли дуго да одоле нападима пјешадије и артиљерије босанских Срба. Они који нису погинули у бици су се убрзо предали. Заробљеници су затим одведени у касарну у Рајловцу, гдје су скоро двије недјеље држани у хангару у нељудским условима, гдје су редовно били мучени и претучени.
Дана 14. јуна, 56 затвореника из Ахатовића је добило наређење да се укрцају у аутобус. Речено им је да су на путу на размену затвореника. Аутобус је заустављен, а таоцима, мушкарцима између 17 и 63 године, речено је да је хладњак аутобуса прокључао и да треба да легну лицем надоле на под док се вода доноси из потока. Према речима преживелих, наоружани босански Срби су потом изашли из аутобуса, прешли 30 метара уз камениту падину и отворили ватру на возило из базуке и аутоматског оружја.

## Последице
Босански Срби су отишли не провјеривши да ли има преживјелих; осам преживјелих Бошњака чекало је сумрак да би побјегли кроз шуму до оближњег муслиманског села, чији су становници сахранили жртве масакра следећег дана. Године 1996, око 50 жртава је ексхумирано из масовне гробнице испод ливаде у селу Соколина код Илијаша.
До краја рата у Босни и Херцеговини, у Ахатовићима је остала само једна бошњачка породица. Злочин је био превиђен све до 2001. године када је холандска документаристичка редитељка Хеди Хонигман снимила документарац о масакру. Документарац је носио назив „Добар муж, драги син“ и посјетила је село. Прежјивели масакра и породице жртава су интервјуисани о рату и њиховим животима прије и после.

## Спољни линкови
- Унос на IMDB-у за Добар муж, драги син
- ТАЈНА АУТОБУСА СМРТИ Документарни филм о злочину над Бошњацима Ахатовића